# Триумф любви
«Триумф любви» (исп. Triunfo del amor) ― мексиканская теленовелла, спродюсированная Сальвадором Мехиа Алехандре для Televisa. Это ремейк теленовеллы 1998 года «Привилегия любить», которая в свою очередь является ремейком венесуэльской новеллы 1985 года «Кристалл».

## Сюжет
Виктория Гутьеррес представлена как молодая служанка, работающая в доме Итурбиде. Хуан Пабло Итурбиде Монтехо, будущий священник, сын Октавио и Бернарды , испытывает влечение к Виктории, при чем оно взаимное.
В одну ночь Виктория забеременела ребенком Хуана Пабло. Бернарда приходит в ярость, узнав о беременности Виктории, и выгоняет ее из дома. Виктория находит поддержку у своей подруги Антониеты Ороско, вместе они находят работу в швейной компании Родольфо Падильи, отца Федерико (бывшего парня Фернанды). Виктория рожает дочь и называет ее Марией.
Хотя они бедны, Виктория, тем не менее, счастлива, но ее счастье вскоре прерывается. Бернарда, жаждущая мести, убеждает себя, что Бог избрал ее, чтобы наказать Викторию. Она пытается убить Викторию и ее дочь, но вместо этого разлучает их.
Годы спустя Виктории удается создать крупную империю моды вместе со своей подругой Антониетой. Виктория счастлива в браке с Освальдо Сандовалем, популярным актером, у которого двое детей, Макс и Фернанда. Виктория кажется довольной той жизнью, которую она ведет, но втайне страдает и мучается отсутствием своей пропавшей дочери Марии.
Тем временем Мария Десампарада Итурбиде Гутьеррес теперь молодая девушка, которая готова покинуть приют, где она выросла. По пути она заводит дружбу и переезжает к Линде Сортинг и Нати Дюваль. Стремление Марии стать моделью привело ее к самому известному дизайнеру Виктории. Но Виктория далека от того, чтобы быть дружелюбной начальницей, она относится к ней с презрением и высокомерием, тем более что Марию сравнивают с более молодой версией Виктории. Мария не позволяет негативному отношению Виктории повлиять на ее работу, и именно на рабочем месте она встречает Макса. Макс и Мария влюбляются, но Виктория отвергает их любовь, и вступает в заговор с бывшей девушкой Макса и фотомоделью Хименой де Альбой, чтобы разлучить их. Вместе они вынашивают план мести, в результате которого Макс ошибочно полагает, что Химена беременна от него и вынужден жениться на ней. Тем временем Мария действительно беременна ребенком Макса, но держит свою беременность в секрете. Она жертвует своей любовью и счастьем, чтобы Макс мог исполнить желание своей матери жениться на Химене. Она ищет утешения у Хуана Пабло, который теперь уважаемый священник и является ее настоящим отцом. Ее личность раскрывается ему в тайном признании от его матери Бернарды, поэтому он не может раскрыть себя, так как связан законами исповеди. Падилья и Эль Алакран сжигают дом соседей Марии, и теперь им приходится переезжать. Бернарда владеет домом, где они сейчас живут.
Мария также находит поддержку у известного фотографа Химены Алонсо дель Анхеля. Он помогает Марии пережить беременность и вернуться в модельный мир. Он влюбляется в Марию, хотя та не может ответить взаимностью на его любовь, так как продолжает любить Макса. Виктория борется со своим скрытым прошлым, сосредоточившись на своем модном лейбле, ее муж чувствует себя все более изолированным от нее и утешается другой женщиной, подругой и соседкой Марии по комнате ― Линдой. Однако Освальдо также скрывает секреты из своего прошлого, в то время как все считают, что биологическая мать Макса Леонела Монтенегро мертва, на самом деле она жива и находится в тюрьме. Освальдо ненавидит его предполагаемый друг ― Гильермо Кинтана из ревности как к отношениям, которые у него когда-то были с Леонелой, так и к славе и богатству Освальдо. Он отправляется на путь уничтожения Освальдо и его семьи, и начинает с того, что оплодотворяет Химену, и соглашается с заговором, чтобы выдать ребенка за Макса.
Макс в конце концов узнает, что ребенок Химены на самом деле не его, а Гильермо, что разрушает его брак. Макс сохраняет опеку над ребенком, так как считает Химену непригодной для ухода за ним. Он также узнает, что Мария беременна его родным сыном, и они воссоединяются. Химена объединяется с Бернардой, чтобы уничтожить семью Сандовала. Бернарда покупает полный контроль над обанкротившимся модным лейблом Виктории и нанимает Химену в качестве своей звездной модели. Освальдо застрелила его бывшая жена Леонела, но он выжил. Счастье Виктории продолжает разрушаться, когда она обнаруживает неверность своего мужа, тот факт, что его первая жена Леонела все еще жива, и что у нее рак молочной железы. Бернарда также похищает сына Марии, что также причиняет боль Виктории, поскольку он ее внук, мать и дочь сближаются из-за этой взаимной боли, хотя и не понимают, почему эта связь так глубока. Эль Алакран был убит Бернардой, а затем Родольфо был убит в перестрелке полицейскими.
Виктория узнает правду о личности своей дочери и встревожена, узнав, что девушка, над уничтожением которой она так усердно работала, на самом деле ее дочь. Тем временем Бернарда планирует избавиться от Марии и устраивает ее похищение. Виктория бежит к ней на помощь, но она попадает на приманку и тоже бросается на нее вместе с Марией, похищенной на заброшенном складе. Макс и Освальдо вместе с Алонсо, Фернандой и отцом с нетерпением ждут Хуана Пабло в доме Виктории, требуя выкупа у похитителей. Виктория страдает, веря в иллюзию, что один выстрел убил ее дочь. Похитители схвачены федеральными агентами после попытки устроить ловушку и получить выкуп, в то время как Виктория освобождена на пустыре на окраине Мехико. Виктория обнаруживает обман и бежит спасать свою дочь Марию, все еще запертую на заброшенном складе.
После похищения Алонсо предлагает Марии выйти за него замуж, и она соглашается. Но Химена сообщает Алонсо, что он заражен вирусом, который уничтожает его и может привести к смерти в любой момент. Поэтому Алонсо отвергает Марию и бросает ее у алтаря церкви. Гильермо и Освальдо наняты Televisa для постановки, и во время съемок Гильермо роняет Освальдо, который падает с холма и оказывается в реке, но выживает. Продюсер смотрит ленту, не может поверить в случившееся и отстраняет Гильермо от съемок с обещанием, что он никогда не получит контракт ни на какое другое производство. Алонсо умирает от вируса, и Мария получает видеозапись Алонсо, где он говорит Марии, что если бы она была счастлива рядом с ним, то не была бы огорчена его смертью.
Виктория и Бернарда сталкиваются в конкурсе моды. Победителем вечера становится Виктория. Но ее счастье длится всего мгновение, когда у Марии начинает течь кровь из носа и она теряет сознание. Марию доставляют в больницу, где доктор Хериберто Риос Берналь говорит Виктории, что у Марии болезнь 1-й фазы, и она заразилась тем же вирусом, который убил Алонсо, и должна оставаться изолированной, чтобы предотвратить будущие инфекции. Виктория сходит с ума от горя, и Бернарда воспользовалась случаем, чтобы забрать Хуана Пабло домой, где она планирует сделать его священником, когда он вырастет, чтобы искупить грехи, которые она совершила в прошлом. Макс отказывается держаться подальше от Марии, снимает тканевую изоляцию. Он лежит рядом с Марией и заражается вирусом, у него идет кровь из носа, как у Марии, и он теряет сознание.
Тем временем Бернарда арестована федеральными властями при получении доказательств того, что она была организатором похищения сына Марии. Леонела узнает местонахождение Макса и отправляется в больницу, где он общается с Леонелой, Хериберто, Викторией, а Макс находится во 2-й фазе болезни, и его положение не такое тяжелое, как у Марии. Макс переживает вирус, а Виктория помогает своей дочери Марии справиться с вирусом. Милагрос и Дон Напо женятся в кругу друзей и семьи. Круз и Фер решают усыновить ребенка.
Затем Бернарда отравляется, выпив отравленное вино. Затем Бернарда оказывается в ловушке в загоревшейся машине, она разбивает окно и выходит из своей машины, убивает Еву, а затем продолжает скрываться от закона. Бернарда садится в самолет и погибает в авиакатастрофе. Роксана, мать Химены, была арестована полицейскими в доме Сандовала. Гильермо был ранен ножом Химены, но выжил. Освальдо получает звонок от своего друга и переезжает в Испанию. Леонела врезалась в Химену с разбитым стеклом, но выжила. Химена прибывает на свадьбу Макса и Марии, пытаясь убить Марию, но терпит неудачу и бежит в дом Гильермо. Гильермо и Химена совершают самоубийство, сбросив свою машину со скалы.
Мария и Макс счастливы со своими детьми Хуана Паблито и Освальдито. Виктория счастлива со своим бойфрендом Хериберто и своей семьей, пока однажды она не воссоединилась с Освальдо и не поняла, что их любовь может преодолеть все препятствия. Фер счастлива со своим мужем Крузом и приемной дочерью Викторией Роблес Сандовал. Леонола счастлива со своими двумя внуками, сыном и невесткой Марией. Только настоящая любовь может восторжествовать над всеми уловками, ловушками, интригами, предательством и злобой.

## В ролях
- Виктория Руффо — Виктория Гутьеррес де Сандовал
- Майте Перрони ― Мария Десампарада / Мария Итурбиде Гутьеррес де Сандовал
- Уильям Леви — Максимилиан Сандовал Монтенегро
- Диего Оливера — Отец Хуан Пабло Итурбиде Монтехо
- Сесар Эвора — Хериберто Риос Берналь
- Гильермо Гарсия Канту — Гильермо Кинтана
- Эрика Буэнфиль — Антуанетта Ороско
- Пабло Монтеро — Круз Роблес Мартинес
- Моника Айос — Леонела Монтенегро
- Марк Тачер — Алонсо дель Анхель
- Освальдо Риос — Освальдо Сандовал
- Даниэла Ромо — Донья Бернарда Монтехо де Итурбиде

## Награды и номинации
| Год  | Награда                | Категория                                     | Номинант                                              | Результат |
| ---- | ---------------------- | --------------------------------------------- | ----------------------------------------------------- | --------- |
| 2012 | 30th TVyNovelas Awards | Лучшая теленовелла года                       | Salvador Mejía                                        | Номинация |
| 2012 | 30th TVyNovelas Awards | Лучшая актриса                                | Maite Perroni                                         | Номинация |
| 2012 | 30th TVyNovelas Awards | Лучшая актриса-антагонист                     | Daniela Romo                                          | Победа    |
| 2012 | 30th TVyNovelas Awards | Лучший актер второго плана                    | Mark Tacher                                           | Номинация |
| 2012 | 30th TVyNovelas Awards | Лучшая актриса в главной роли                 | Carmen Salinas                                        | Номинация |
| 2012 | 30th TVyNovelas Awards | Лучший актер в главной роли                   | César Évora                                           | Победа    |
| 2012 | 30th TVyNovelas Awards | Лучшая молодая исполнительница в главной роли | Livia Brito                                           | Победа    |
| 2012 | 30th TVyNovelas Awards | Лучший оригинальный рассказ или адаптация     | Liliana Abud and Ricardo Fiallega                     | Номинация |
| 2012 | 30th TVyNovelas Awards | Лучшая музыкальная тема                       | "A partir de hoy" by Maite Perroni and Marco Di Mauro | Номинация |